# Мојечу де Жос (Брашов)
Мојечу де Жос (рум. Moieciu de Jos) насеље је у Румунији у округу Брашов у општини Мојечу. Oпштина се налази на надморској висини од 787 m.

## Становништво
Према подацима из 2002. године у насељу је живело 2082 становника, од којих су сви румунске националности.